# William Partington
William Henry Thomas Partington (Auckland, 1855 körül – Auckland, 1940. július 22.) új-zélandi fényképész.

## Élete és munkássága
Kétszeresen is rokona volt Charles Frederick Goldie festőművésznek, akinek az ő nővére volt az édesanyja, ő pedig a festő apjának a nővérét vette feleségül.
Fényképész munkáját Aucklandben kezdte, eleinte együttműködésben e gyorsan fejlődő szakma más képviselőivel, majd 1883 körül önálló lett. Miután az üzletének helyet adó épület leégett, 1891-től Wanganuiban telepedett le, ott nyitott studiót. Goldiehoz hasonlóan gyakran járta az országot, sok fényképet készített a kor maori törzsi vezetőiről.
Fennmaradt fotói jól dokumentálják az ország korabeli állapotát, tájképei különösen művésziek. 

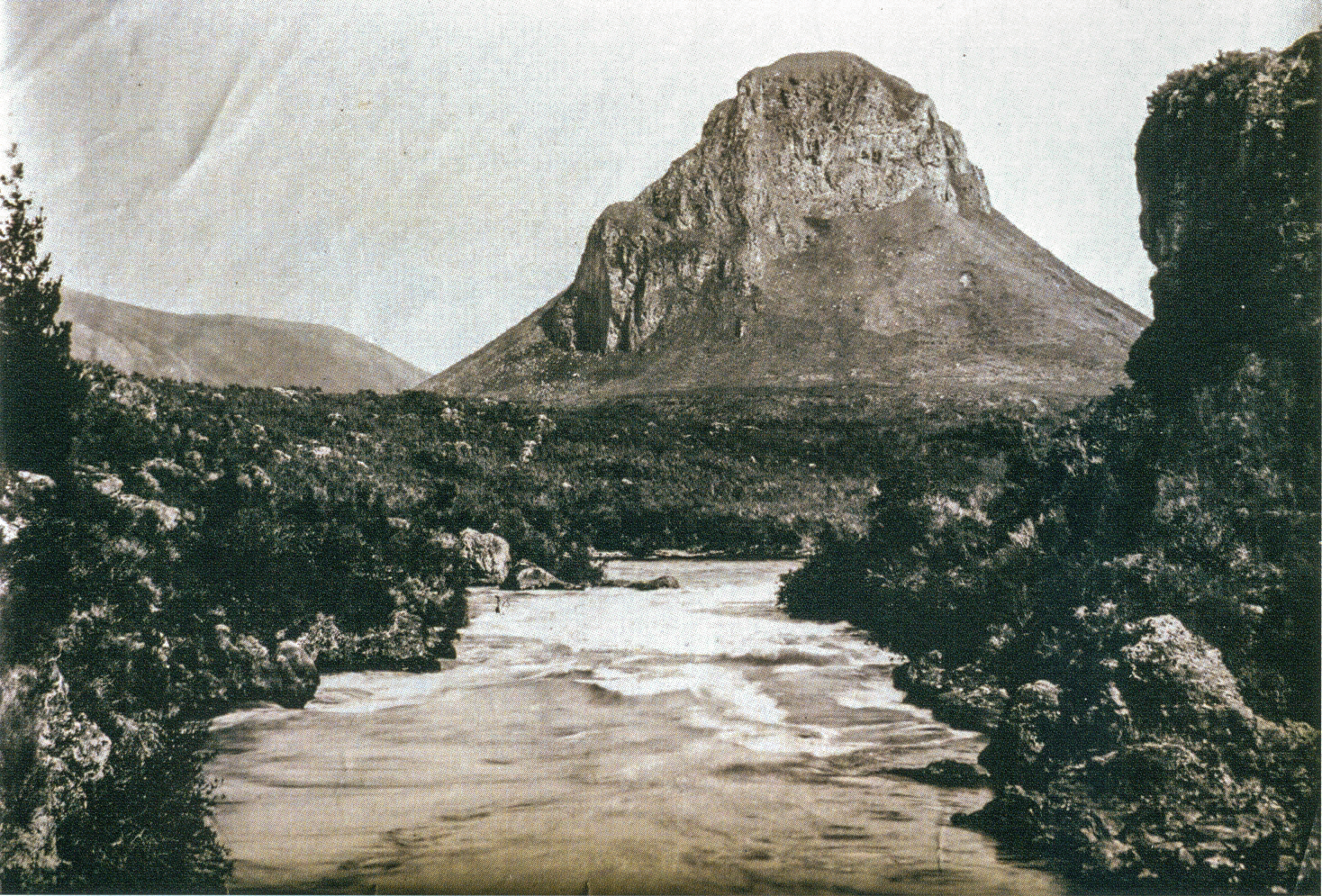
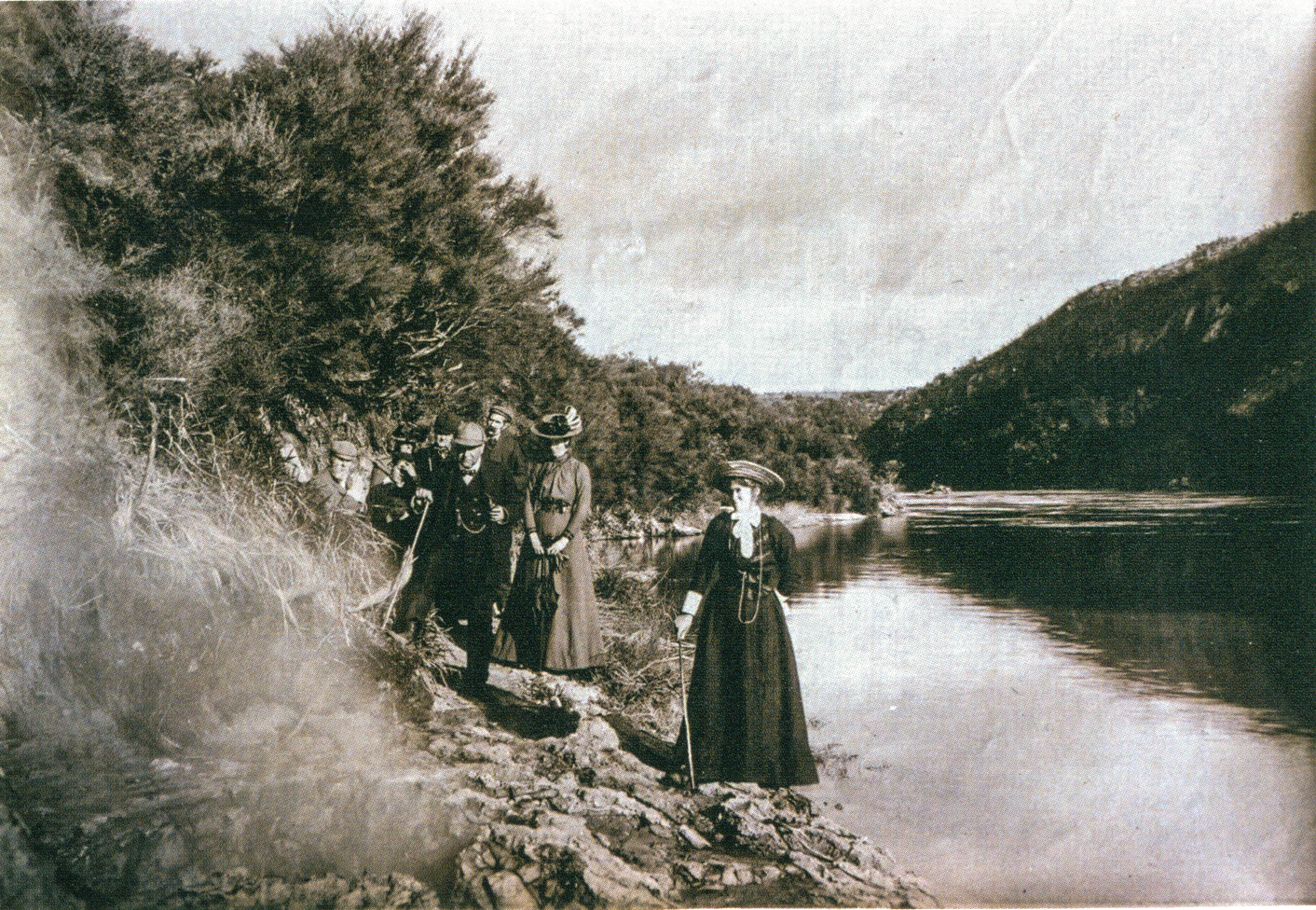
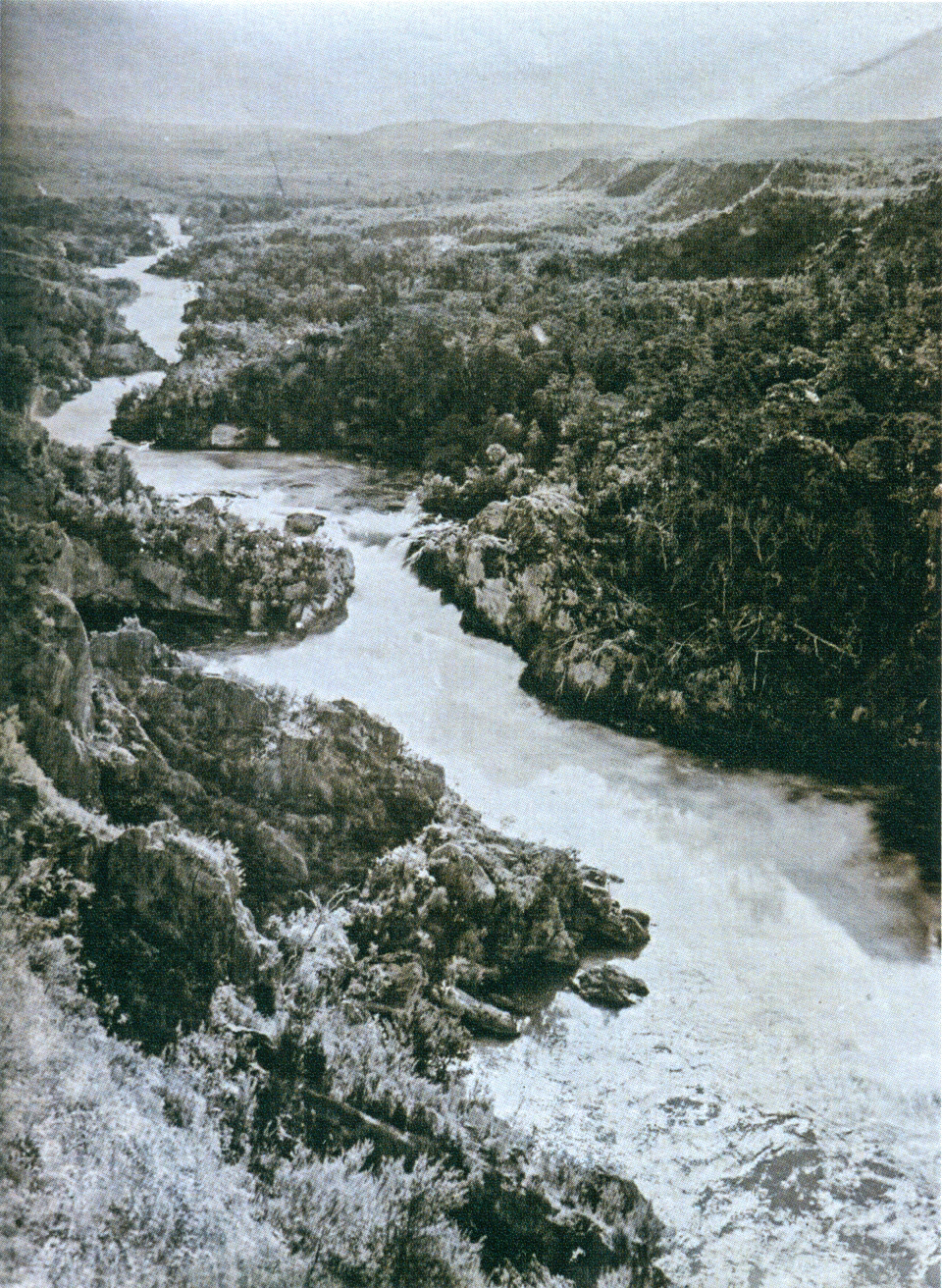